# لوسيوس إم. ووكر
لوسيوس إم. ووكر (بالإنجليزية: Lucius M. Walker)‏ هو عسكري أمريكي، ولد في 18 أكتوبر 1829 في كولومبيا في الولايات المتحدة، وتوفي في 7 سبتمبر 1863 في ليتل روك في الولايات المتحدة.